# Meidoornzandbij
Meidoornzandbij (Andrena scotica) is een bij uit het geslacht van de zandbijen (Andrena). Het komt voor in West-Europa en is een van de meest voorkomende Andrenidae in Groot-Brittannië, waar het eerder ten onrechte werd geïdentificeerd als Andrena carantonica. Volwassen dieren zoeken hun voedsel op allerlei planten, met name ook hoog in esdoorns. De soort vliegt van eind maart tot en met juni, met een piek in mei. 

## Kenmerken
Vrouwtjes van Andrena scotica zijn 12-14 mm groot, en qua grootte vergelijkbaar met een honingbij (Apis mellifera), groter dan de meeste van zijn soortgenoten. Ze hebben zeer kleine pollenmanden of vlokken op hun achterpoten. Ze hebben een bedekking van fijne bruine tot oranje haren, die dichter op de thorax zit, en het gezicht heeft dezelfde kleur. Er is een fijne bedekking van kortere haren op de buik en het achterste scheenbeen is donker. Noordelijke populaties van A. scotica zijn over het algemeen meer donkerharig dan de zuidelijke populaties. 
Mannetjes van Andrena scotica zijn met 11–13 mm slechts iets kleiner dan de vrouwtjes, maar ze zijn aanzienlijk slanker. Ze hebben lichtbruine haren en hun kaken zijn iets langwerpig. Hun donkere, slanke buik is slechts dun behaard, vooral op de achterste helft.
De gewone wespbij en donkere wespbij zijn nestparasieten voor de meidoornzandbij.

## Verspreiding
Andrena scotica is endemisch in Europa, waar het wordt gevonden in Ierland, oost naar Polen en de Tsjechische Republiek, in het zuiden naar Italië en in het noorden tot Zuid-Scandinavië en Finland.

## Habitat
Andrena scotica komt voor in een grote verscheidenheid aan habitats, vooral waar er stevige zandgronden zijn in open situaties zoals in de buurt van voetpaden. Favoriete habitats zijn parken, tuinen en open bossen.

## Levenswijze
Andrena scotica is een van de eerste bijen die verschijnt en de vluchtperiode is half maart tot eind juni met een piek in aantallen eind april en mei. De soort leeft in nesten die zij zelf graven. De nesten worden gezamenlijk gebruikt, honderden vrouwtjes kunnen dezelfde ingang gebruiken. Het hol bestaat uit een hoofdingang en broedkamers. In de kamer buiten het hoofdhol verzorgt elk vrouwtje haar eigen eieren en larven. 
Deze bijen foerageren vaak op voorjaarsbloeiende struiken en bomen, evenals een verscheidenheid aan laagblijvende bloemen. In meer zuidelijke delen van zijn verspreidingsgebied kan er in de zomer een gedeeltelijke tweede generatie zijn als er een lange periode van warm weer is. Het is polylectisch en foeragerend op esdoorns (Aceraceae), schermbloemen (Apiaceae), hulst (Aquifoliaceae), Composieten, kruisbloemigen (Brassicaceae), kornoeljes, Fagaceae, boterbloemen, rozen en wilgen. 
Aangenomen wordt dat de nakomelingen hun ontwikkeling voltooien in hun broedcellen waarin ze overwinteren als volledig ontwikkelde volwassenen voordat ze in de volgende lente tevoorschijn komen door de ingang van het nest. Wanneer de volwassenen voor het eerst tevoorschijn komen, ontmoeten ze elkaar in en rond de holen en de vrouwtjes worden vaak gepaard voordat ze het kunnen verlaten.

## Taxonomie
Er is enige controverse over de naamgeving van Andrena scotica, het stond bekend als Andrena carantonica. Deze naam werd door de Italiaanse entomoloog Perez toegepast op exemplaren die hij in de buurt van Bordeaux had verzameld en vervolgens toegepast op soortgelijke bijen die elders waren verzameld. Bij onderzoek bleek dat A. carontonica niet dezelfde soort was.